# Nonlinear Analysis
Nonlinear Analysis: Real World Applications is een internationaal, aan collegiale toetsing onderworpen wetenschappelijk tijdschrift op het gebied van de toegepaste wiskunde.
De naam wordt in literatuurverwijzingen meestal afgekort tot Nonlinear Anal. R. World Appl.
Het wordt uitgegeven door Elsevier en verschijnt 6 keer per jaar.
Het eerste nummer verscheen in 2000.